# Kushinagar
Kushinagar (en hindi: कुशीनगर, AITS: Kusinārā) es una ciudad en el distrito de Kushinagar, estado de Uttar Pradesh (India) y es una de las cuatro ciudades santas del budismo, donde falleció el Buda y se encuentran sus huesos y su sepulcro.

## En la tradición budista
Según la tradición budista, el Buda Gautama se trasladó a Kushinagar junto con Ananda y algunos otros de sus discípulos (Bhikkhus) para recibir ahí la muerte y adquirir el páranirvana (o máximo nirvana). En un bosque de mangos se preparó un lecho, en donde exhortó por última vez a sus discípulos y murió. Los restos del buda fueron trasladados a la población de Makutabandhana ubicada al este de Kushinagar donde fueron cremados.
La ciudad se convirtió en centro de peregrinación de budistas de todo el mundo y contó con muchos monasterios y templos. Fue visitada por el emperador indio Asoka, un devoto budista, en su peregrinaje por todas las ciudades santas budistas. Entre los monumentos sagrados que aún se preservan se encuentra la stupa Mahaparanirvana, atribuida a la estupa que se erigió en honor a Buda tras su muerte, la propia tumba de Buda —aunque vacía, ya que se supone que no dejó restos físicos— y una estatua de Buda de 1500 años.
Diferentes templos budistas de otras naciones han sido erigidos en Kushinagar, incluyendo templos birmanos, chinos, cingaleses, surcoreanos, tailandeses y tibetanos.
Demográficamente, la población es de 17,982 habitantes, 52% hombres y 48% mujeres, con un grado de alfabetización de 62%. La mayoría budistas pero con población hindú y yain.